# 長戸町
長戸町（ながとちょう）は愛知県名古屋市昭和区にある町名。現行行政地名は長戸町1丁目から長戸町6丁目。住居表示未実施。

## 地理
名古屋市昭和区の中央部に位置し、東に檀渓通、西に石仏町、南に長池町、北に南分町に接する。

## 歴史
長戸町は1938年（昭和13年）12月1日に広路町の一部により設けられた。町名は、字長池と字石戸から1字ずつ採って付けられた。
これに先立つ1936年2月、御器所尋常小学校から分離された松栄尋常小学校（現：名古屋市立松栄小学校）が現在の長戸町内に開校している。

## 世帯数と人口
2019年（平成31年）1月1日現在の世帯数と人口は以下の通りである。
| 町丁   | 世帯数  | 人口    |
| ------ | ------- | ------- |
| 長戸町 | 714世帯 | 1,524人 |

## 学区
市立小・中学校に通う場合、学校等は以下の通りとなる。また、公立高等学校に通う場合の学区は以下の通りとなる。
| 区域 | 小学校               | 中学校               | 高等学校 |
| ---- | -------------------- | -------------------- | -------- |
| 全域 | 名古屋市立松栄小学校 | 名古屋市立桜山中学校 | 尾張学区 |

## その他

### 日本郵便
- 郵便番号 : 466-0848[2]（集配局：昭和郵便局[10]）。